# Пятигорец, Владимир Игоревич
Владимир Игоревич Пятигорец (бел. Уладзімір Ігаравіч Пяцігорац; род. 12 апреля 1990, Минск) — белорусский футболист, вратарь червенского «Колоса».

## Карьера
Воспитанник МТЗ-РИПО, который позже переименовался в «Партизан». В 2010 году перешёл в основную команду клуба, где стал основным вратарём. Дебютировал за команду 18 апреля 2010 года против могилёвского «Днепра». По окончании сезона выбыли в Первую Лигу. В сезоне 2011 года игрок также остался основным игроком клуба. Однако по его окончании клуб был расформирован.
В январе 2012 года перешёл в «Городею». Дебютировал за клуб 21 апреля 2012 года в матче против «Берёзы-2010». Закрепился в клубе как основной вратарь только во второй половине сезона.
В январе 2013 подписал контракт с жодинским «Торпедо-БелАЗ». В составе клуба был только 3 вратарём. Свою единственную игру за клуб сыграл 7 июля 2013 года против «Гомеля».
В январе 2014 года вернулся в «Городею». Свою первую игру сыграл 19 апреля 2014 года против гомельского «Локомотива». В январе 2015 года продлил контракт с клубом. В сезоне 2015 года вышел на поле только 2 раза в кубковых матчах.
В феврале 2016 года проходил просмотры в «Немане» и в «Лиде». В апреле 2016 года присоединился к минскому «Торпедо». Дебютировал за клуб 24 апреля 2016 года против «Барановичей». Закрепился в команде как основной вратарь. В декабре 2017 года покинул команду. В феврале 2018 года вернулся в команду. Однако футболист потерял сво место в составе, как основного вратаря. В марте 2019 года игрок покинул клуб.
10 марта 2019 года перешёл «Белшину». Дебютировал за клуб 5 мая 2019 года против гомельского «Локомотива». Стал победителем Первой Лиги. В январе 2020 года покинул клуб.
В феврале 2020 года перешёл в речицкий «Спутник». Дебютировал за клуб 18 апреля 2020 года против «Сморгони». Вместе с командой вышел в Высшую Лигу. 19 февраля 2021 года продлил контракт с клубом.
В июле 2021 года перешёл в дзержинский «Арсенал». Дебютировал за клуб 31 июля 2021 года против «Барановичей». Вместе с клубом футболист стал трёхкратным победителем Первой Лиги. По истечении контракта покинул клуб
В марте 2022 года перешёл в могилёвский «Днепр». Дебютировал за команду 7 марта 2022 года в Кубке Беларуси против гродненского «Немана». Также 13 марта 2022 года сыграл в ответном кубковом матче, где соперники выиграли по сумме 2 матчей со счётом 0:3. В Высшей Лиге за клуб дебютировал 20 марта 2022 года против «Белшины», где вратарь сохранил свои ворота нетронутыми. В своём втором матче за клуб 17 апреля 2022 года в чемпионате против «Гомеля» не смог удержать свои ворота нетронутыми и пропустил 3 мяча. В клубе исполнял роль резервного вратаря, выйдя на поле за сезон в 9 матчах во всех турнирах. В феврале 2023 года футболист покинул клуб.
В феврале 2023 года футболист проходил просмотр в «Минске». В марте 2023 года футболист заключил со столичным клубом контракт до конца сезона. Дебютировал за клуб 8 апреля 2023 года в матче против борисовского БАТЭ. В декабре 2023 года футболист покинул столичный клуб.
В феврале 2024 года футболист стал игроком гомельского «Бумпрома», подписав однолетний контракт.

## Международная карьера
В 2010 году выступал в молодёжной сборной Беларуси.

## Достижения
«Белшина»
- Победитель Первой лиги: 2019

«Спутник» Речица
- Победитель Первой лиги: 2020

«Арсенал» Дзержинск
- Победитель Первой лиги: 2021